# Mukbil Pollo
El mukbil pollo, mucbipollo, pibipollo es un plato tradicional de la península de Yucatán, México, preparado a partir de masa de maíz, manteca de cerdo, carne de pollo y diversos condimentos, formando una especie de tamal grande, envuelto en hojas de plátano y cocido lentamente bajo la tierra en un horno maya.  

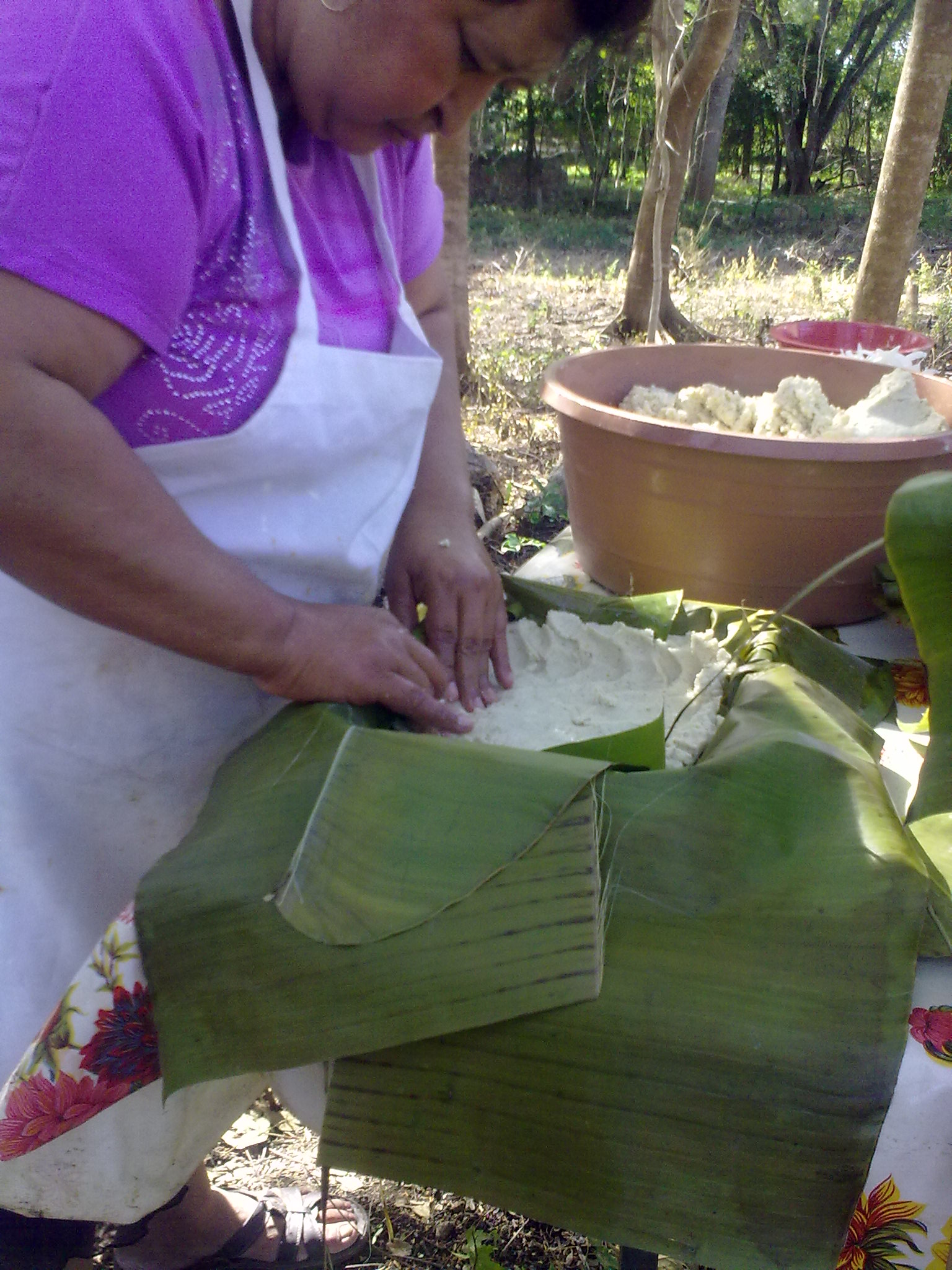
Torteando el Mukbilpollo

## Etimología
Mukbil pollo, en algunas zonas pibipollo o pibes, es combinación de una palabra en maya yucateco y otra en español. Mukbil quiere decir 'enterrado', ya que muk es 'enterrar' y -bil es un sufijo que indica participio. Por lo tanto, literalmente significa 'pollo enterrado'.
En Campeche se lo conoce también con el nombre de pibil pollo o pibipollo. Pibil proviene de píib 'horno', y el mismo sufijo -bil, es decir 'pollo horneado'.
Entre los más desinformados de la cocina tradicional yucateca se le denomina pib, pero esta palabra se refiere originalmente al horno donde se cocina, no al tamal.

## Descripción

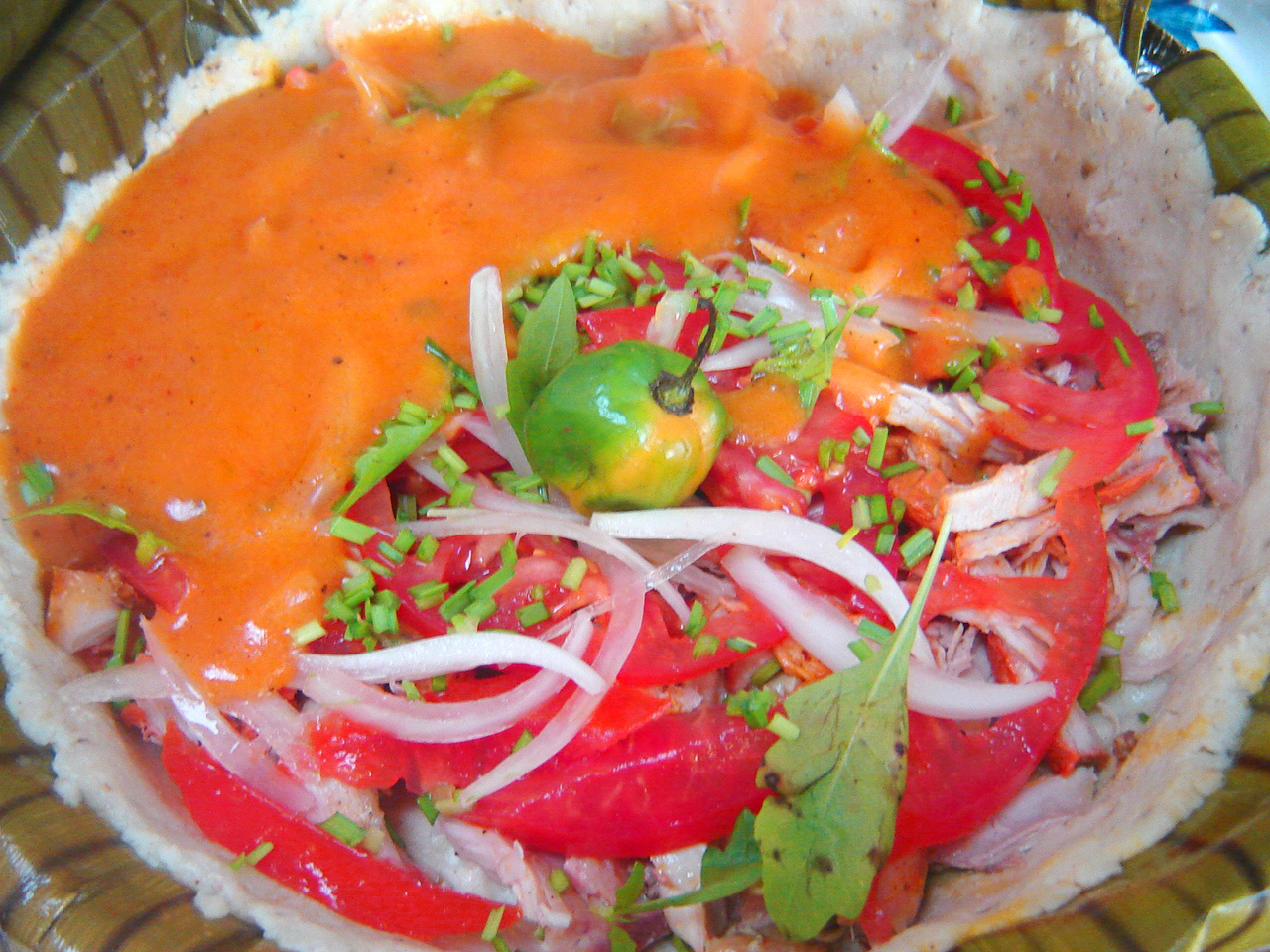
Mukbilpollo antes de ponerle su tapa

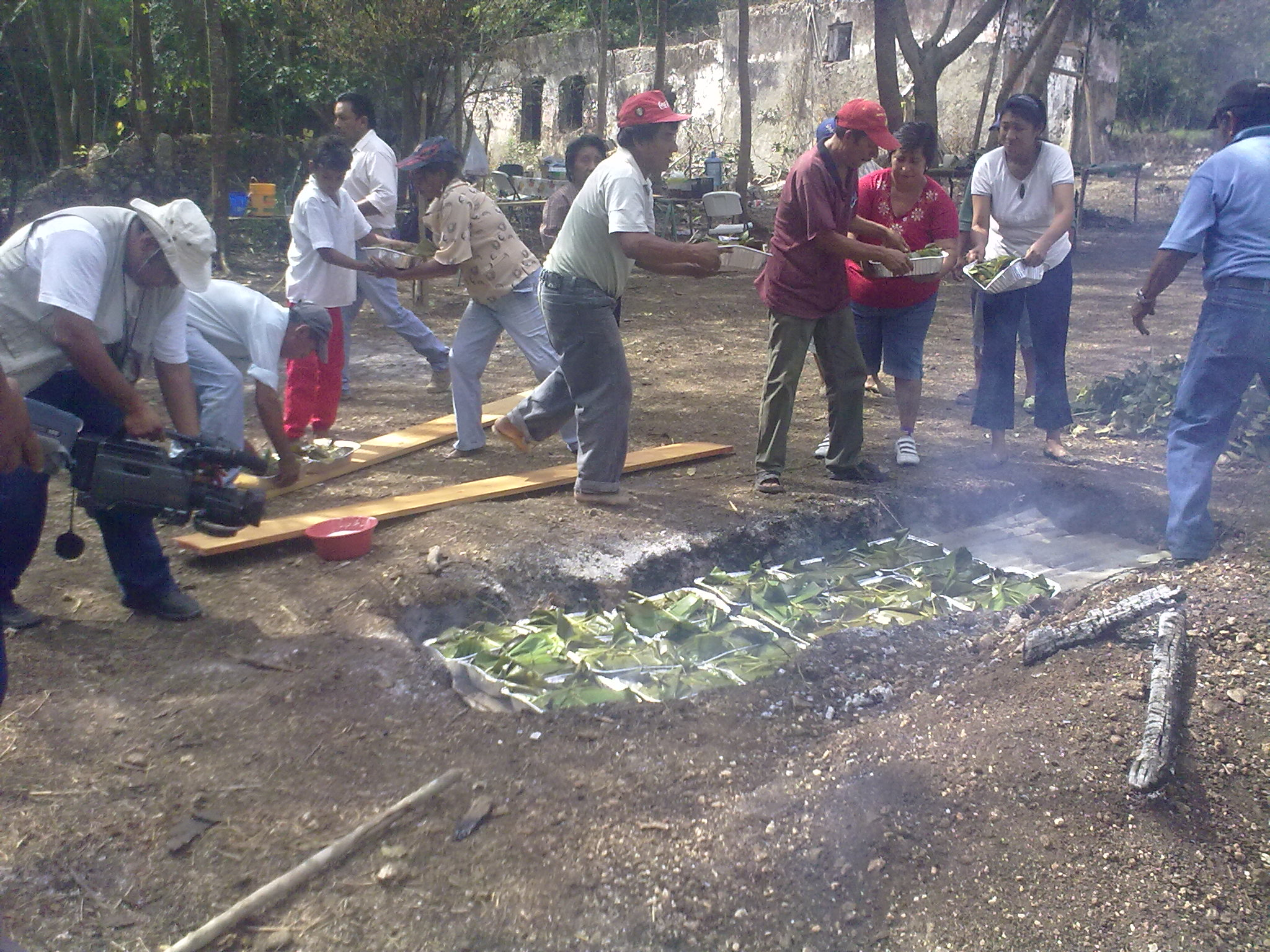
enterrado de pibipollo actividad familiar

Se trata de una especie de tamal grande, elaborado con masa de maíz nixtamalizado y manteca de cerdo, envuelto en hojas de plátano. Tradicionalmente se rellena con un guiso a base de carne de cerdo, pollo (o ambas) condimentado con tomate, achiote, ajo, comino, pimienta negra, epazote, cebolla y cebollina, y cebolla de rabo verde. Una vez armado y relleno, el mukbilpollo se baña con una generosa salsa denominada kool, hecha a base del caldo producto de la cocción de la carne, al que se le agrega pasta de achiote, chile habanero y masa de maíz. Una vez relleno y aderezado, se le hace una tapa de la misma masa de maíz y se envuelve en hojas de plátano asadas, se usa majagua corteza de árbol para amarrarlo . 

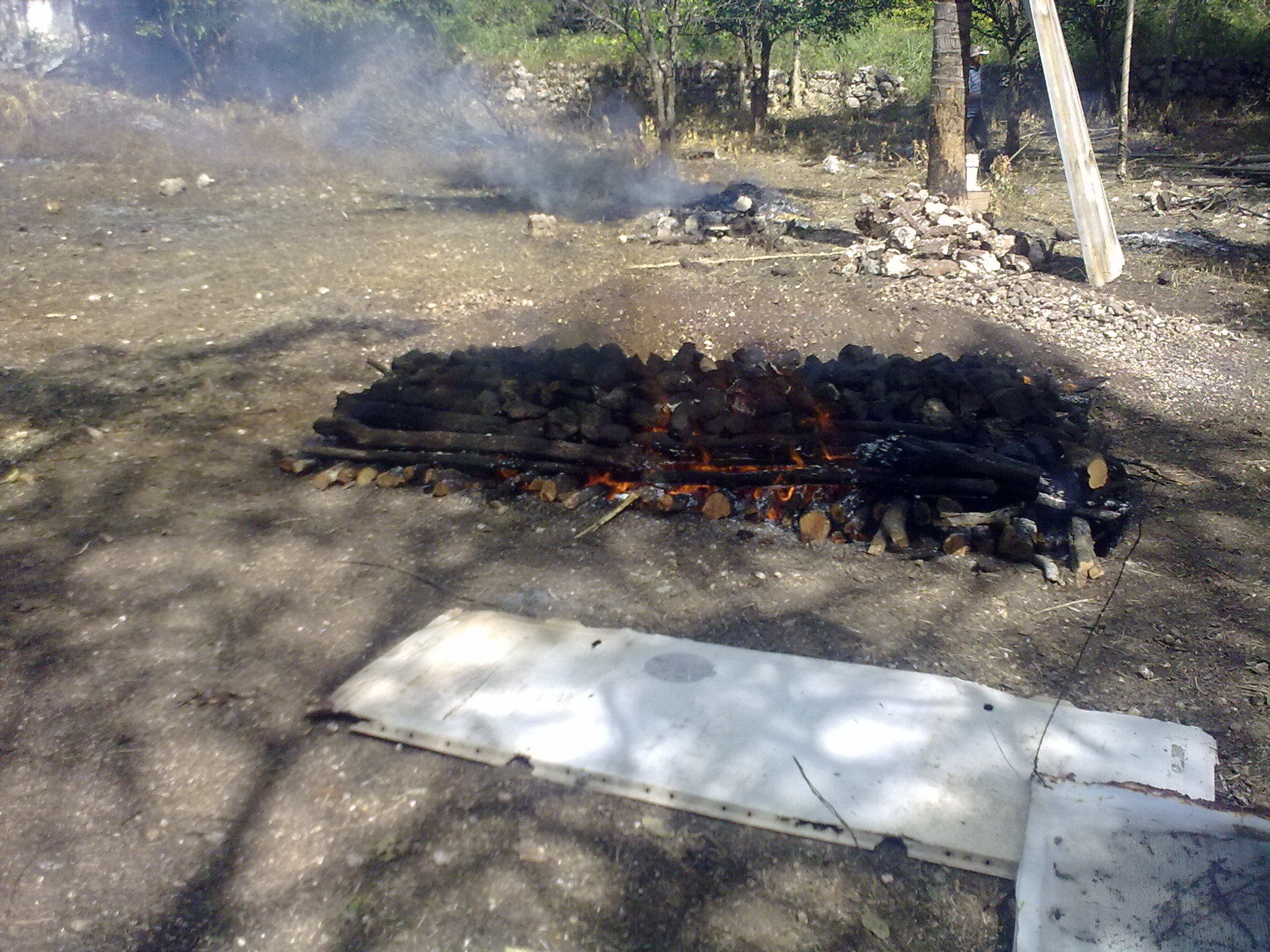
Horno cociendo los Mubiklpollos

Este platillo se cocina usando la técnica maya conocida como Pib, que consiste en la construcción y uso de un horno bajo tierra, en el que los mukbilpollos se cuecen lentamente por horas, para posteriormente ser desenterrados y comidos. Es por esta razón que a este guiso se le conoce informalmente como Pib (misma técnica usada en la preparación de la Cochinita Pibil ). 

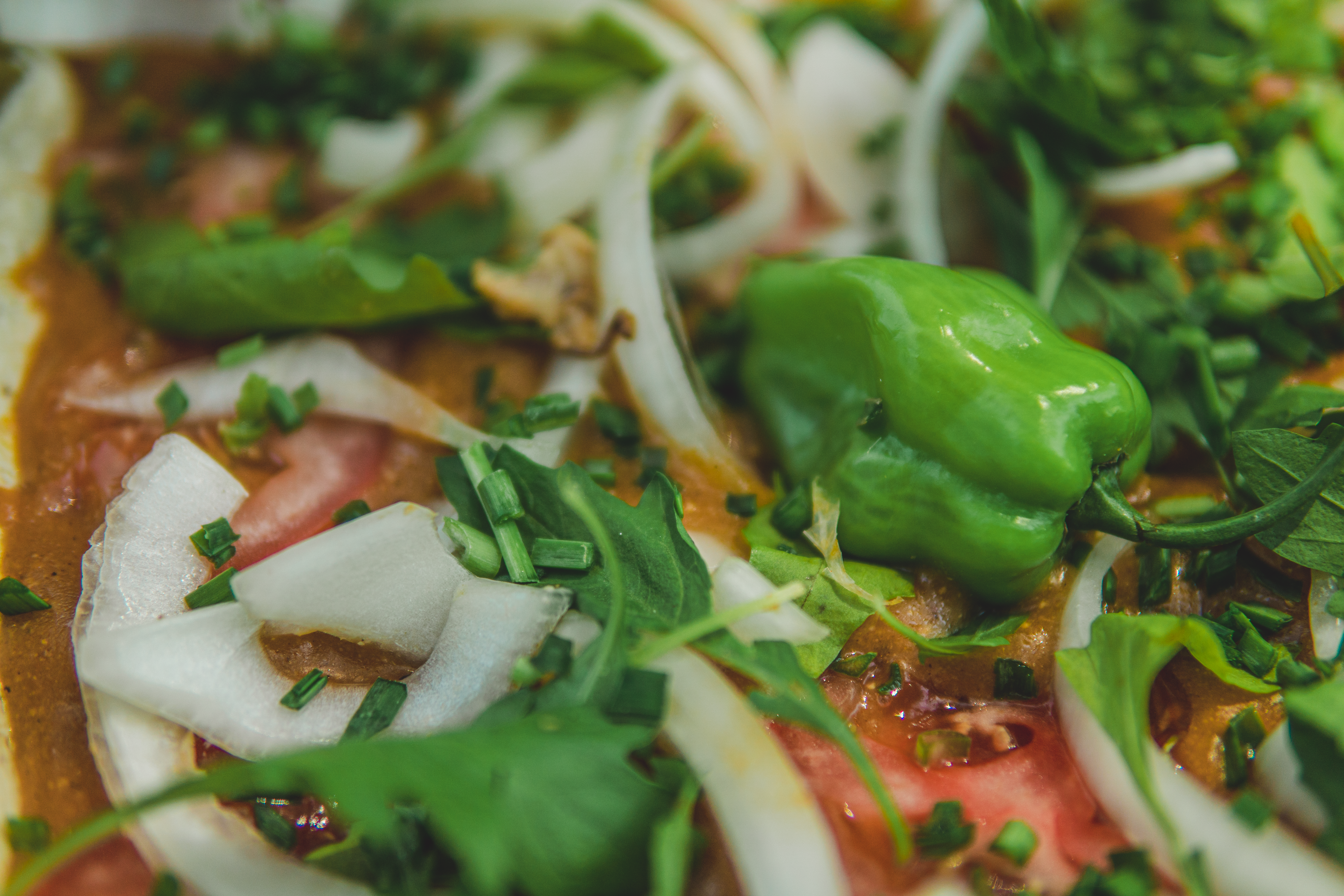
relleno del pibipollo

Aunada a la Receta más común - descrita anteriormente - los mukbilpollos pueden ser elaborados de manera más simple, con masa, manteca y una variedad local de frijoles (xpelón), resultando en un tamal con un sabor menos complejo. A fechas recientes han surgido en los mercados yucatecos variedades modernas de este platillo, en el que se usan diversos rellenos como jamón y queso, mariscos e incluso variedades veganas que usan manteca vegetal.